# Kharsawan (stato)
Lo Stato di Kharsawan (indicato anche come Kharsua o Kharaswan) fu uno stato principesco del subcontinente indiano, avente per capitale la città di Kharsawan.

## Storia
Lo stato di Kharsawan venne fondato nel 1650, dai discendenti di Kunwar Bikram Singh di Porahat, primo regnante del vicino stato di Seraikela. Il figlio secondogenito, Kunwar Padam Singh, fondò Kharsawan. Nel 1857 lo stato di Kharsawan venne riconosciuto come principato indipendente ma sottoposto a protettorato britannico.
Nel 1912 Kharsawan passò sotto l'autorità della provincia di Bihar e Orissa, ricavata dai distretti della parte orientale del Bengala. Nel 1936, lo stato venne posto sotto l'autorità della provincia di Orissa. Lo stato siglò l'ingresso nell'Unione Indiana il 1º gennaio 1948 e venne unito allo stato di Orissa. In quella stessa data, i capi tribali di Kharsawan e del vicino Seraikela si ribellarono contro l'unione nello stato di Orissa e centinaia di persone finirono uccise negli scontri con la polizia militare del nuovo stato. La rivolta era stata guidata anche da Patayet Sahib Maharajkumar Bhoopendra Narayan Singh Deo, figlio terzogenito del raja Aditya Pratap Singh Deo; dopo la sconfitta dei rivoltosi Patayet venne posto in carcere e le proteste si ridussero. Il governo centrale dell'India nominò una commissione apposita sotto la presidenza di Baudkar per occuparsi del caso. Sulla base dei rapporti prodotti , venne deciso che gli ex stati principeschi di Saraikela e Kharsawan fossero  uniti a Bihar e ciò avvenne il 18 maggio 1948. Divennero poi parte dello stato di Jharkhand quando questo si separò da Bihar il 15 novembre 2000.

## Governanti
I governanti avevano il titolo di Raja.

### Thakur
- 1857 – 1863 Gangaram Singh Deo                 (n. 1836 – m. 18..) (Raja dal 1860)
- 1863 – 18.. Ram Narain Singh
- 18.. –  2 marzo 1884 Raghunath Singh Deo                (n. 1841 – m. 1884)
- 2 marzo 1884 –  6 febbraio 1902 Mahendra Narayan Singh Deo         (n. 1869 – m. 19..)
- 6 febbraio 1902 – 1917 Siram Chandra Singh Deo            (n. 1892 – m. 19..)

### Raja
- 1917 – 15 agosto 1947 Siram Chandra Singh Deo            (s.a.)